# جوزف روهریگ
جوزف روهریگ (انگلیسی: Josef Röhrig; ۲۸ فوریهٔ ۱۹۲۵ – ۱۲ فوریهٔ ۲۰۱۴) بازیکن فوتبال اهل آلمان بود.
از باشگاه‌هایی که در آن بازی کرده‌است می‌توان به باشگاه فوتبال کلن اشاره کرد.
وی همچنین در تیم ملی فوتبال آلمان بازی کرده‌است.